# (3923) Radzievskij

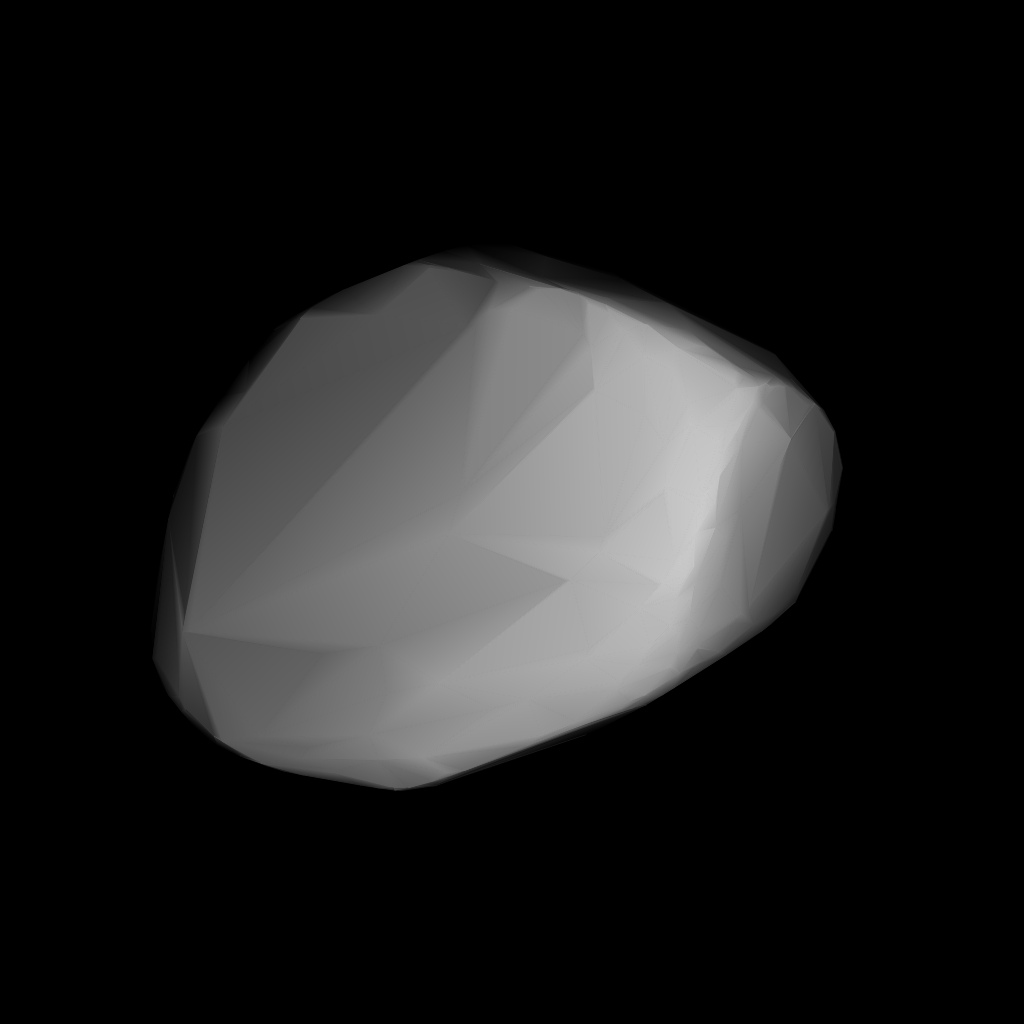
003923-asteroid shape model (3923) Radzievskij

(3923) Radzievskij est un astéroïde de la ceinture principale, et plus spécifiquement du groupe de Hilda.

## Description
(3923) Radzievskij est un astéroïde du groupe de Hilda. Il présente une orbite caractérisée par un demi-grand axe de 3,96 UA, une excentricité de 0,22 et une inclinaison de 3,5° par rapport à l'écliptique.

## Compléments